# Love Is Blind (film 1912)
Love Is Blind è un cortometraggio muto del 1912. Il nome del regista non viene riportato nei credit del film che, prodotto dalla Reliance Film Company, aveva come interpreti Henry B. Walthall, Gertrude Robinson, Jane Fearnley, Arthur Robison. 

## Trama
Giovane artista alla ricerca del successo, Foster diventa il protetto della ricca signora Hardrocks di cui si innamora follemente. Nella pensione dove vive, Betty, la figlia della padrona, è segretamente innamorata del pittore che è il suo idolo. Così, quando lui le chiede di posare per poter finire un quadro dedicato alla vedova, lei quasi sviene dalla gioia di stargli vicino e di poter indossare dei ricchi abiti. Finita la prova, riesce a scivolare fuori con un elegante fronzolo con cui si pavoneggia in camera atteggiandosi a ricca signora. Poi, però, scoppia in singhiozzi.

Ricevuta un'eredità, Foster adesso viene ossessionato dall'idea di sposare la vedova e si confida con Betty che ormai non sa se essere felice per lui o piangere. Gli consiglia comunque di rendere lo studio presentabile. I due si mettono a sistemarlo e, lavorando insieme, Foster comincia a provare una grande simpatia per la ragazza che però non gli instilla alcun dubbio sui suoi progetti di sposare la vedova. Invece dà a Betty una grande bracciata di bei vestiti e le dice che saranno suoi dopo il suo matrimonio. Ma Foster, arrivato a casa della signora Hardrocks, si rende conto che lei pensa a un altro e ne è distrutto. Trovandolo disperato con la testa tra le mani, Betty cerca timidamente di consolarlo. Quando lui alza la testa, vede la visione di Betty davanti a sé e dimentica del tutto che ci sia stata una vedova, una società o un'arte e che il suo core appartiene a Betty. In ginocchio implora il suo perdono e amore e lei, felice si mette in ginocchio ranicchiandosi tra le sue braccia.

## Produzione
Il film venne prodotto dalla Reliance Film Company

## Distribuzione
Distribuito dalla Motion Picture Distributors and Sales Company, il film - un cortometraggio di una bobina - uscì nelle sale cinematografiche degli Stati Uniti il 20 aprile 1912.